# Praça da Sé (São Paulo)
La Praça da Sé (Place de la Sé) est un espace public situé dans le quartier de la Sé, dans le district homonyme, au centre-ville de São Paulo, au Brésil. Elle est considérée comme le centre géographique de la ville.

## Situation et accès
Elle contient le monument zéro kilomètre. À partir de là, sont comptées les distances de toutes les autoroutes partant de São Paulo et de la numérotation des voies publiques de la ville.
Considérée presque comme synonyme du vieux centre, la place est l'un des espaces les plus connus de la ville et a été le théâtre de nombreux événements importants, comme le rassemblement Diretas Já. 

## Origine du nom
Le nom "Sé" vient du mot portugais "Sé", qui signifie "siège épiscopal" ou "cathédrale". La place tire son nom de la « Catedral da Sé », la cathédrale métropolitaine de São Paulo

## Historique

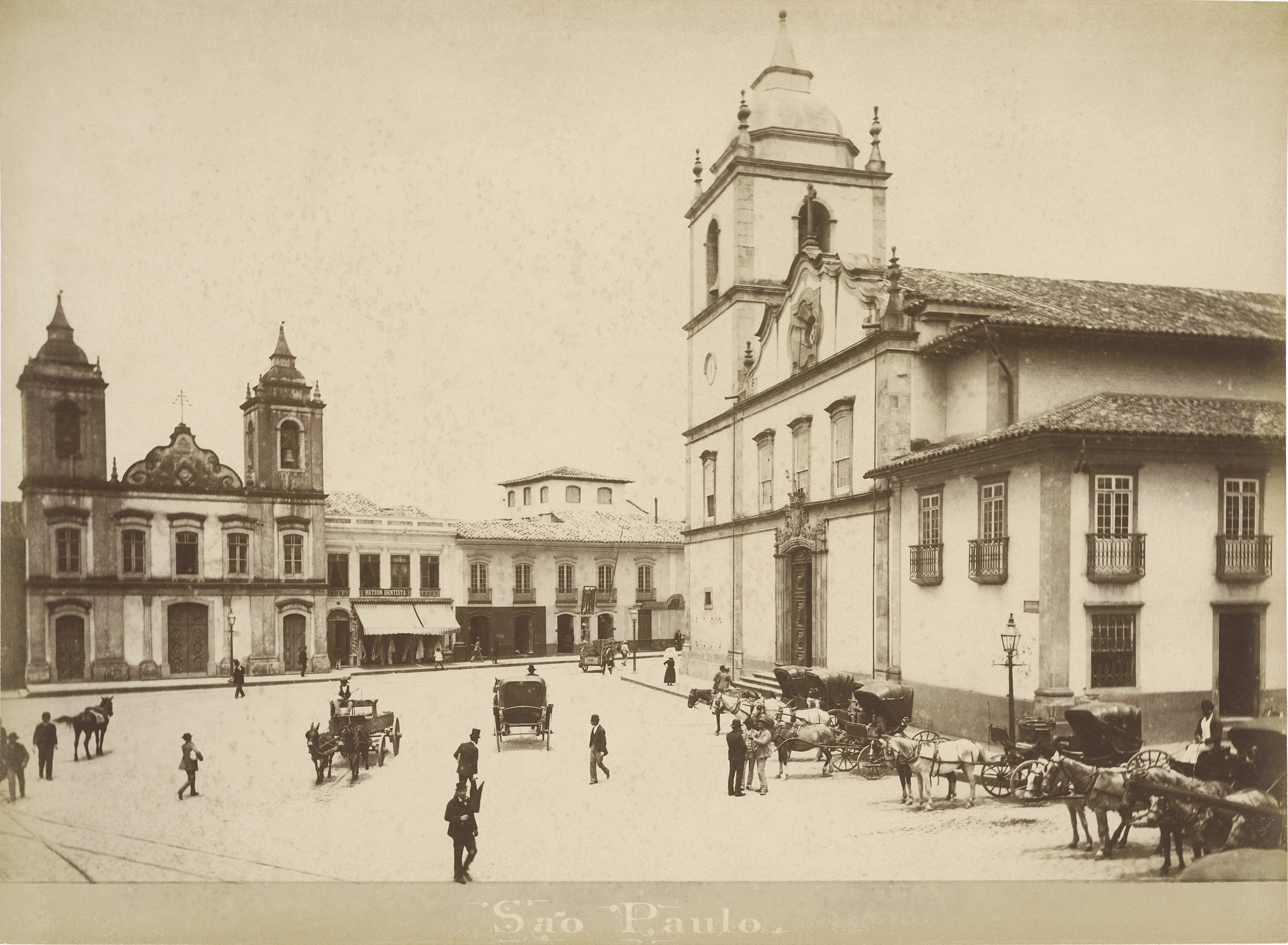
Praça da Sé en photo de 1880 de Marc Ferrez. La vieille cathédrale de São Paulo est à la droite.

Initialement connue sous le nom de "Largo da Sé", la place s'est développée à partir de la construction, pendant la période coloniale, de l'église principale de la municipalité (remplacée par l'actuelle cathédrale métropolitaine de São Paulo au XXe siècle) et d'une série de bâtiments autour d'elle. Cependant, au début du XXe siècle, la place se transforme et le reste jusqu'à la seconde moitié du XXe siècle.

### Années 1970

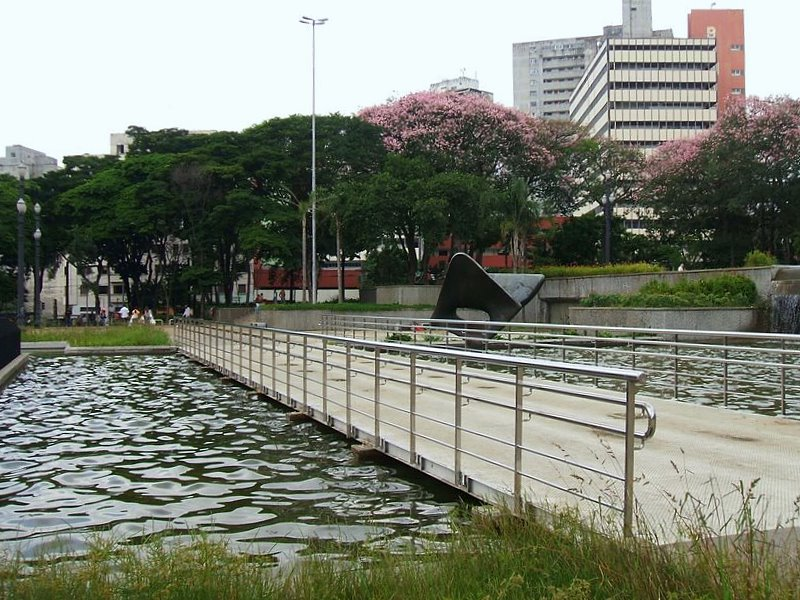
En plus des monuments historiques, la place présente des interventions artistiques

La place actuelle est le résultat d'un projet d'aménagement paysager réalisé dans les années 1970 par un groupe de professionnels de la mairie de São Paulo de l'architecte José Eduardo de Assis Lefèvre. À l'époque, le métro de São Paulo était en train de construire une station à cet endroit.
Le groupe d'architectes a été influencé par les projets paysagers réalisés à cette époque sur la côte ouest des États-Unis (notamment ceux du paysagiste Lawrence Halprin), caractérisés par un géométrisme rigoureux et la domination du terrain à travers un jeu de niveaux, miroirs d'eau ou fontaines prismatiques et volumes de terre.

### Réforme

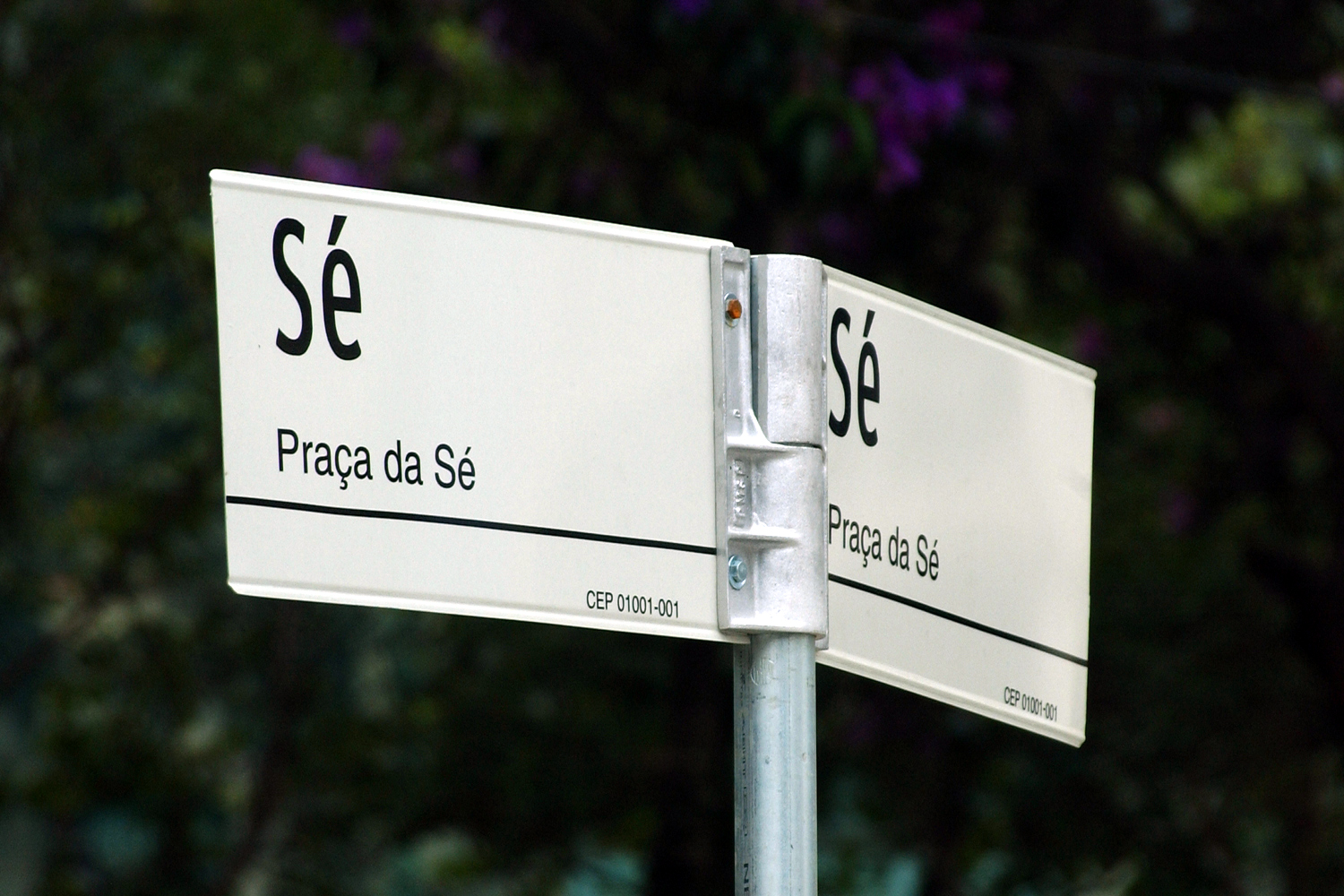
Plaque actuelle

La place a subi une rénovation complète en 2006, après avoir été partiellement remise le 25 janvier de l'année suivante (date anniversaire de la ville) par le maire Gilberto Kassab. Cette réforme a cependant été critiquée par les entités liées au droit au logement et à la population sans abri à São Paulo, car elle concentrait les ressources sur la requalification d'un espace public qui, selon eux, se caractérisait par un caractère d'hygiènisation sociale. De telles mesures feraient partie d'une politique initiée sous l'administration de José Serra et associée à la prétendue gentrification de cette zone de la ville, durement critiquée par les défenseurs des droits civiques.
La rénovation s'est caractérisée par la restructuration des bacs en terre et des parterres de fleurs et l'introduction de passerelles au-dessus des miroirs d'eau.

## Bâtiments remarquables et lieux de mémoire
La place abrite plusieurs monuments et sculptures, dont le célèbre zero kilomètre au centre de la place, qui indique le « cœur » de la ville de São Paulo. Devant du zero kilomètre se trouve le monument à José de Anchieta, fondateur de São Paulo et « Apôtre du Brésil », inauguré en 1954 à l'occasion du quatrième centenaire de la ville. Avec la rénovation de 2006, la place a reçu plusieurs nouvelles interventions artistiques ; dont les sculptures "Condor" et "Dialogue". Ce n'est qu'en 2009 qu'un monument a été installé sur la place en l'honneur de Saint Paul, apôtre de Jésus et saint dont la ville porte le nom.